# Pseudodistoma africanum
Pseudodistoma africanum is een zakpijpensoort uit de familie van de Pseudodistomidae. De wetenschappelijke naam van de soort is voor het eerst geldig gepubliceerd in 1954 door Millar.